# District de Tiszaújváros
Le district de Tiszaújváros (en hongrois : Tiszaújvárosi járás) est un des 16 districts du comitat de Borsod-Abaúj-Zemplén en Hongrie. Créé en 2013, il compte 31 801 habitants et rassemble 16 localités : 15 communes et une seule ville, Tiszaújváros, son chef-lieu.
Cette entité est inédite sous ce nom mais son territoire correspond à celui du district de Leninváros (Leninvárosi járás), l'ancien nom de Tiszaújváros. Il existait entre 1981 et 1983, l'année de la réforme territoriale qui a supprimé les districts.

## Localités
- Girincs
- Hejőbába
- Hejőkeresztúr
- Hejőkürt
- Hejőszalonta
- Kesznyéten
- Kiscsécs
- Muhi
- Nagycsécs
- Nemesbikk
- Oszlár
- Sajószöged
- Sajóörös
- Szakáld
- Tiszapalkonya
- Tiszaújváros